# Marisol Bizcocho
Marisol Bizcocho (Coria del Río, 29 settembre 1993) è una cantante spagnola.

## Biografia
La terza di quattro fratelli, Marisol Bizcocho si è appassionata alla musica guardando le esibizioni dei musicisti nell'osteria di suo padre. Nel 2016 ha avuto luogo al Teatro Quintero di Siviglia il suo primo concerto dal vivo, dove ha presentato il brano Abuela, dedicato alla nonna materna venuta a mancare l'anno precedente.
Nel 2017 è uscito il suo album di debutto Música maestro, che ha raggiunto il 29º posto nella classifica spagnola degli album. Nel 2018 ha partecipato al talent show Yo soy del Sur trasmesso sulla rete televisiva andalusa Canal Sur, arrivando fra i finalisti. Nel 2019 è uscito il suo secondo album, intitolato Lo nuestro, che è entrato alla 3ª posizione nella classifica settimanale degli album più venduti in Spagna, posizione raggiunta anche dal terzo album Madre, uscito nel 2020.

## Discografia

### Album
- 2017 - Música maestro
- 2019 - Lo nuestro
- 2020 - Madre

### Singoli
- 2017 - Cuando se casa una hermana
- 2019 - Yo no fui la que perdí
- 2020 - Chiquilla